# Liste der Monuments historiques in Sainte-Pôle
Die Liste der Monuments historiques in Sainte-Pôle führt die Monuments historiques in der französischen Gemeinde Sainte-Pôle auf.

## Liste der Objekte
| Bezeichnung               | Beschreibung                     | Standort                         | Kennzeichnung | Schutzstatus | Datum | Bild |
| ------------------------- | -------------------------------- | -------------------------------- | ------------- | ------------ | ----- | ---- |
| Skulptur Heiliger Eligius | Holz, vergoldet, 19. Jahrhundert | in der Kirche Ste-Pélagie (Lage) | PM54001901    | Inscrit      | 1974  |      |